# Анді Сауер
А́нді Са́уер (нід. Andy Souwer; *9 листопада 1982, Гертогенбос, Північний Брабант, Нідерланди) — голландський спортсмен, професійний кікбоксер. Чемпіон світу з кікбоксингу у першій середній ваговій категорії за версіями WKA, ISKA. Чемпіон світу з тайського боксу за версією WMTA. Дворазовий переможець Гран-прі K-1 з кікбоксингу та чотириразовий переможець Гран-прі S-Cup з шутбоксингу. У професійному кікбоксингу Анді Сауер провів понад 160 боїв.